# هربسهایم
هربسهایم (به فرانسوی: Herbsheim) یک کمون در فرانسه با جمعیت ۷۹۹ نفر است که در Canton of Benfeld واقع شده‌است.